# Луцилия (баба на Помпей Велики)
Вижте пояснителната страница за други личности с името Луцилия.
Луцилия (на латински: Lucilia) е римлянка от 2 век пр.н.е., баба на Помпей Велики и прапрабаба на Октавиан Август.

## Произход
Произлиза от Кампания, град Суеса Аврунка (Suessa Aurunca), намиращ се в страната на аврунките от род Луцилии. Сестра е на поета-сатирик Гай Луцилий (* 180 пр.н.е.; † 103 пр.н.е.).

## Фамилия
Луцилия става съпруга на Секст Помпей, син на Гней Помпей, от благородната фамилия Помпеи в Пиценум. Съпругът ѝ е през 118 пр.н.е. управител на Македония. Двамата са родители на:
- Секст Помпей, баща на Секст Помпей и Квинт Помпей (проконсул)
- Помпея, съпруга на Марк Аций Балб Стари; прабаба на Октавиан Август, първият римски император
- Гней Помпей Страбон (консул 89 пр.н.е.), баща на Помпей Велики и Помпея.